# Attentat du 25 juillet 1995 à la gare de Saint-Michel du RER B
L'attentat du RER B à Saint-Michel du 25 juillet 1995 à la gare de Saint-Michel - Notre-Dame à Paris, qui s'inscrit dans la vague d'attentats commis en France en 1995, est revendiqué par le Groupe islamique armé (GIA) algérien. Il fait huit morts et 200 blessés.   

## Attentat
Le 25 juillet 1995 à 17 h, une bombe placée dans la sixième voiture d'un train MI79 de la ligne du RER B explose alors qu'il se trouve au deuxième sous-sol de la station, aux abords des quais de la gare de Saint-Michel - Notre-Dame. L'état-major des sapeurs-pompiers décrète le plan rouge. Une journaliste de France 2 relate que l'évacuation des blessés graves débute à 17 h 40. La place Saint-Michel, les ponts et les rues alentour sont emplis de véhicules de secours. Le parvis de Notre-Dame fait office de piste d'hélicoptère tandis que des brasseries sont réquisitionnées comme postes de secours avancé. 
Le bilan définitif est porté à 8 morts, 25 blessés graves et plus de 175 blessés légers.

## Enquête
Faute de revendication, le ministre de l'Intérieur Jean-Louis Debré lance un appel à témoins et promet un million de francs à qui permettra d'identifier les terroristes.
La bombe improvisée est une bonbonne de gaz de camping remplie de poudre noire, de désherbant et de mitraille (clous, boulons) avec un réveil pour retardateur, le type même de matériel qu'utilise le Groupe islamique armé. Cette « bombe du pauvre » était enfouie sous un siège de la sixième voiture du train.
Six jours plus tard, le 31 juillet 1995, le Département du renseignement et de la sécurité (DRS), le service de renseignements algérien, indique à son homologue français, la direction de la Surveillance du territoire (DST), que des groupes du GIA sont présents en France et ont l'intention de commettre des attentats. Un temps, les services français soupçonnent que ces groupes soient téléguidés par le DRS pour provoquer une réaction antiislamiste. Le 17 août 1995, une bombe semblable placée dans une poubelle parisienne à la hauteur du 44 avenue Friedland, explose et blesse 17 personnes, dont trois dans un état grave. Le 19 août, un texte est transmis au président de la République Jacques Chirac par l'intermédiaire de l'ambassadeur de France à Alger qui a reçu une lettre signée Abu Abderahmane Amine, alias Djamel Zitouni, l'émir du GIA. Elle demande à Chirac de « se convertir à l'Islam et de reconsidérer ses positions sur le dossier algérien ».
Khaled Kelkal, un algérien venu de la banlieue lyonnaise, fiché au banditisme depuis 1990 et qui a connu la « réislamisation » en prison et Boualem Bensaïd sont identifiés grâce des empreintes digitales laissées sur une bonbonne de gaz qui aurait dû exploser le 26 août 1995 près de Cailloux-sur-Fontaines en bordure d'une voie ferrée du TGV Lyon-Paris. Malgré la traque intensive dont Khaled Kelkal fait l'objet, une tentative d'attentat (Paris 11e) et deux attentats à la bombe sont encore commis à Paris 15e et à Villeurbanne au début du mois de septembre.

## Meurtriers
Environ 170 000 photos de Khaled Kelkal sont placardées. Après de nombreuses fausses pistes, il est repéré dans la région lyonnaise où il est abattu par les gendarmes de l'Escadron parachutiste d'intervention de la Gendarmerie nationale (EPIGN) le 29 septembre 1995. Grâce à un numéro de téléphone récupéré dans une des poches de Kelkal, la police arrête Karim Koussa, Boualem Bensaïd et Smaïn Aït Ali Belkacem qui sont jugés et condamnés, pour leur implication dans les attentats, à la réclusion criminelle à perpétuité le 30 octobre 2002. Ali Touchent, le « cerveau », est tué en Algérie en 1997 ; Rachid Ramda, le « financier », est arrêté en Grande-Bretagne en novembre 1995 mais la justice française attend pendant dix ans son extradition qui est finalement décidée le 14 octobre 2005 après que tous ses recours ont été épuisés,. Il est extradé le 1er décembre 2005. Jugé pour son implication dans trois attentats commis en 1995 à Paris, dont celui du RER B, Ramda est condamné pour complicité à la réclusion criminelle à perpétuité, le 26 octobre 2007, jugement confirmé le 13 octobre 2009, en appel, par la cour d'assises spéciale de Paris. Sa condamnation est assortie d'une peine de 22 ans de sûreté.
La situation des trois terroristes survivants, emprisonnés en France, est la suivante :
- Boualem Bensaïd : sa période de sûreté se termine en 2020 ; il demande en vain sa libération conditionnelle et son expulsion vers l'Algérie en 2020, 2022, 2025[10];
- Smaïn Aït Ali Belkacem : sa période de sûreté s'est terminée en 2013 mais s'y ajoutent deux autres périodes de huit ans de sûreté pour tentatives d'évasion ;
- Rachid Ramda : il est incarcéré depuis 2005 et condamné à perpétuité avec 22 ans de sûreté ; s'il venait à être libéré, une expulsion vers son pays d'origine lui ferait risquer la peine de mort, à laquelle il a été condamné par contumace pour sa participation à l'attentat de l'aéroport Houari-Boumédiène d'Alger en 1992[11].

## Conséquences
À la suite de cet attentat et à ceux intervenus dans les semaines suivantes, le plan Vigipirate est activé.
Pour prévenir le risque d'attentats utilisant un mode opératoire proche, les métros et RER parisiens sont progressivement dotés de grilles empêchant de déposer des bagages sous les sièges[réf. nécessaire]. 
Une partie de la population a rapidement fait part de son inquiétude au sujet des poubelles présentes dans l'espace public et qui permettraient de perpétrer un nouvel attentat selon le même mode opératoire. Trois cent poubelles sont retirées ou obstruées par les pouvoirs publics, dans des espaces très fréquentés. Les poubelles publiques de la ville sont par la suite remplacées par des modèles permettant d'en voir le contenu (structure grillagée, sacs transparents)[réf. nécessaire].

## Hommages

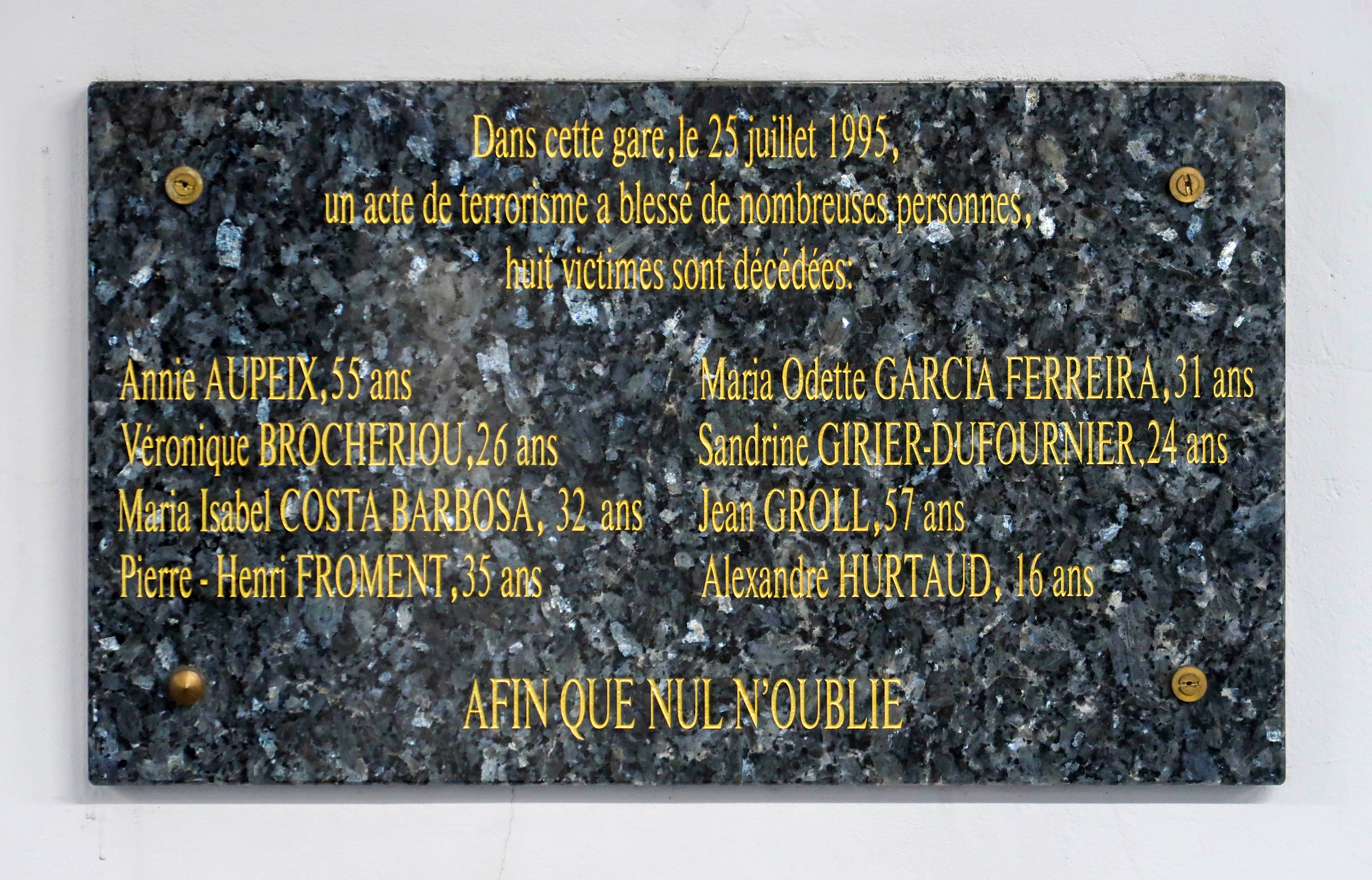
Détail de la plaque.

La plaque commémorative sur le quai du RER B est fleurie tous les ans à la date anniversaire de l’attentat.
Le 25 juillet 2005, dix ans après les faits, un bref hommage a été rendu par Françoise Rudetzki, déléguée générale de l'association SOS Attentats devant la plaque commémorative. Une minute de silence est observée, et une gerbe de fleurs est déposée au nom de la régie autonome des transports parisiens (RATP), en présence de sa présidente, Anne-Marie Idrac.
Le 25 juillet 2015, vingt ans après les faits, un bref hommage est rendu par une cinquantaine de personnes, les proches des victimes et les rescapés, en compagnie notamment d'Élisabeth Borne, alors PDG de la RATP, et de Françoise Rudetzki, fondatrice de SOS Attentats et déléguée au terrorisme de septembre 2011 à juillet 2015 à la Fédération nationale des victimes d'attentats et d'accidents collectifs (Fenvac),.

## Dans la culture
L'attentat est l'objet d'une scène dans le film L'Affaire SK1 de Frédéric Tellier, sorti en 2014. L'explosion surprend les enquêteurs du 36 quai des Orfèvres, situé à proximité, qui se rendent au secours des victimes. La Police judiciaire doit ensuite se consacrer à la traque des terroristes, ce qui retarde l'enquête sur le mystérieux tueur de l'Est parisien.